# Ếch Carribe
Ếch Carribe (Danh pháp khoa học: Eleutherodactylus coqui) là một loài ếch nhỏ, ồn ào, ăn thịt sâu bọ, có nguồn gốc từ Puerto Rico, nơi mà chúng sinh sản và có thể sống với mật độ đến 20000 cá thể trên một hecta. Chúng thích nghi và phát triển ở Hawaii và Đảo Virgin. ở Hawaii, chúng được coi vừa là loài gây hại ở thành thị vừa có khả năng đe doạ đến các loài chim rừng bản địa.